# Juglans intermedia
Juglans intermedia är en valnötsväxtart som beskrevs av Leopold Dippel. Juglans intermedia ingår i släktet valnötter, och familjen valnötsväxter. Inga underarter finns listade i Catalogue of Life.